# Храм Рождества Пресвятой Богородицы (Глыбоцкое)
Храм Рождества Пресвятой Богородицы — приходской православный храм в деревне Глыбоцкое Гомельского района Гомельской области. Памятник архитектуры.

## История
Храм построен в центре деревни в 1849 году местным крестьянином Карпом Леоновичем Луцковым на собственные средства. Здание церкви было небольшое, с одним куполом и не вмещало всех верующих. В 1881 году храм был перестроен на средства церковные, общественные и пожертвования. Церковь стала на каменном фундаменте, с двумя куполами крытыми железом и подходила под большую вместимость прихожан. С постройки церкви богослужения шли в ней беспрерывно, кроме того времени, когда началась новая полоса сильнейших гонений на православную церковь и верующих. В начале коллективизации и организации в деревне Глыбоцкое колхоза «Пески» (1931 г.), по требованию местных партийцев и руководства колхоза, а также при поддержке районных властей было принято решения церковь закрыть. По закрытии церкви и свержении крестов с храма и колоколов со звонницы, местные прихожанки разобрали большую часть икон и прочего по домам, сберегли все эти вещи, и после открытия храма вернули их. Разрушен храм не был. В нём устроили сначала зерносклад, а позже клуб. Церковь действует.

### Священники
- нач.1860-х-1867 священник Никодим Алексеевич Волотовский (???-1903)
- 1868—1885 священник Петр Чистяков (???-31.07.1912)
- 1885—1907 священник Павел Михайлович Воскресенский (???- 28.04.1907)
- 1907—1914 священник Николай Павлович Воскресенский (???-20.07.1914)
- 6.11 по 30.12.1914 — священник Григорий Подорванов (отрешен за неявку к приходу)
- 7.01.1915 — ??? священник Александр Чудович
- ??? — 1924 священник Василий Филиппович Клиндухов (???-1924)
- 1924—1929 священник Иван (Иоанн) Арфеев репрессирован.
- 1929—1930 священник Тихон Ильич Приходько (1879-???) репрессирован.
- 1930—1944 храм закрыт
- 1944—1948 Иеромонах Ефросин (Емельян Герасимович Башлаков) (1870-???)
- 1948—1960 священник Трофим Столяров
- 1960—2007 священник Петр Филиппович Морозов (1934—2011)
- 2007 −2012 приход был без настоятеля служили священники с соседних приходов.
- 2012—2013 священник Николай Барсуков
- с 2013 священник Павел Харламов

### Поощрения
Архипастырское благословения: 1 июля 1887 году Преосвященейший Сергий, Епископ Могилевский и Мстиславский преподал архипастырское благословения прихожанам Глубоцкой Рождества Богородицкой церкви, крестьянам: церковному старосте Иосифу Григорьевичу Борисенко, попечителю Сидору Павловичу Никитину и Якову Михайловичу Коваленкову за труды и заботы их по устройству приходского храма.
Высочайшая благодарность: На всеподданнейшем докладе исполняющего обязанности Синодального Обер-Прокурора, по донесением Его Преосвященства о том, что по случаю годовщины чудесного события 17 октября 1888 года (при крушении поезда чудом остались в живых император Александр Трейтий и его семья): Прихожане Глубоцкой Рождества Богородицкой церкви Гомельского уезда преобрели для этой церкви два киота с изображениям святых благоверного князя Александра Невского и великомученика Георгия, стоимостью каждый киот по 300 руб. Его Императорскому Величеству Александру III 10 октября 1893 года, благоугодно было Собственноручно начертать «БЛАГОДАРИТЬ»
 Благодарность Епархиального начальства: Крестьянину села Глубоцкое, Гомельского уезда Якову Коваленкову за устройство им за собственные средства в местной Рождества Богородицкой церкви жертвенника, украшенного вызолоченною резьбою и колоннами, и при нём двух икон Спасителя и Божей Матери стоимостью все 75 руб. От 1 июля 1896 года объявить Благодарность Епархиального начальства.
 Архипастырское благословения: 29 ноября 1903 года Преосвященейший Мисаил, Епископ Могилевский и Мстиславский преподал архипастырское благословения законоучителю церковно-приходской школы прихода Глубоцкой Рождества Богородицкой церкви, священнику Павлу Воскресенскому, за особенное усердное отношения к законоучительским обязанностям и по заведаванию церковно-приходской школой

### Значимые визиты:[2]
- декабрь 1990 храм посетили Патриарший экзарх Беларуси митрополит Филарет, и секретарь Минского епархиального управления протоиерей Иоанн Хорошевич
- 10 декабря 2014 г., в день празднования иконы Божией Матери «Знамение», почитаемый которой находится в храме, Преосвященнейший Стефан возглавил Божественную литургию.
- 30 апреля 2015 г., в ходе своего визита в Гомельский районный благочинный округ, Преосвященнейший Стефан, епископ Гомельский и Жлобинский, совершил чин освящения крестов.
- 2 октября 2015 г. Преосвященнейший Стефан, епископ Гомельский и Жлобинский возглавил Божественную литургию в храме. За богослужением Владыка совершил чин отпевания новопреставленного клирика Черниговской епархии протоиерея Вячеслава Орлова.
- 7 декабря 2015 г., Преосвященнейший Стефан, епископ Гомельский и Жлобинский, посетил приход в ходе своего визита в Гомельский районный благочинный округ.
- 10 декабря 2019 г. в день празднования иконы Божией Матери «Знамение» Высокопреосвященнейший Стефан архиепископ Гомельский и Жлобинский совершил Божественную литургию в храме Рождества Пресвятой Богородицы в д. Глыбоцкое.

## Архитектура и убранства храма
Храм является историко-культурным наследием Республики Беларусь.
Здание деревянное на каменном фундаменте с каменной же колокольней. Утварь посредственная, а именно: на Святом Престоле облачений два, крест серебренный вызолоченный и медный тоже вызолоченный, Евангелие в медном бронзовом окладе. Дарохранительница медная посеребренная. На Святом жертвеннике: Дискос, Потир, Звездница, Ложица, ковшик с малым блюдцем серебренные, вызолоченные. Сосуд для освещения хлебов и водосвятная чаша медная. Священнических облачений: пять риз, три из них с полным прибором, набедренник, воздухов и покровцев три перемены(1881 г.)
В плане церковь симметричная, напоминает крест. До основного объёма прилегают крылья трансепта и бабинца. Над бабинцем поднимается звонница (восьмерик на четверику), завершенная небольшой восьмигранной крышей. Основной объём квадратный в плане, с высоким восьмигранным барабаном и куполом. Такие же купола с крестами возвышаются над алтарным и боковым фасадами.
В настоящее время[когда?]

 в церкви ведутся ремонтные работы, начатые в 2015 году священником Павлом Харламовым (заменена кровля, кресты, проведен внутренний ремонт, поставлен новый бетонный забор, поддерживается порядок на территории).